# Oulens-sur-Lucens
Oulens-sur-Lucens (toponimo francese) è una frazione di 52 abitanti del comune svizzero di Lucens, nel Canton Vaud (distretto della Broye-Vully).

## Storia

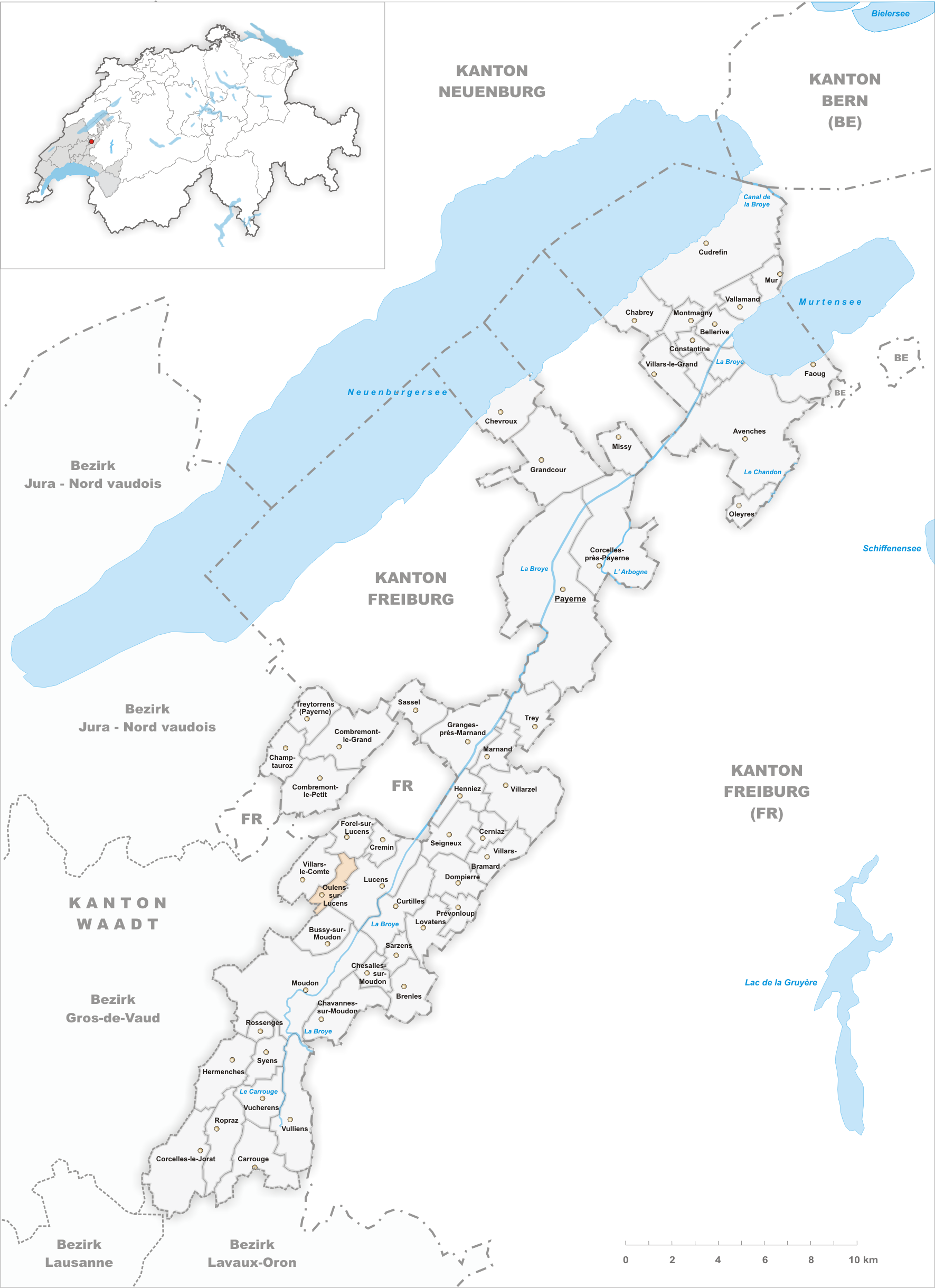
Il territorio del comune di Oulens-sur-Lucens prima degli accorpamenti comunali del 2011

Già comune autonomo che si estendeva per 1,59 km² e che comprendeva anche la frazione di La Crause, nel 2011 è stato accorpato al comune di Lucens.

## Società

### Evoluzione demografica
L'evoluzione demografica è riportata nella seguente tabella:
Abitanti censiti

## Amministrazione
Ogni famiglia originaria del luogo fa parte del cosiddetto comune patriziale e ha la responsabilità della manutenzione di ogni bene ricadente all'interno dei confini della frazione.